# Pour plaire à sa belle
Pour plus de détails, voir Fiche technique et Distribution.
Pour plaire à sa belle (To Please a Lady) est un film américain en noir et blanc réalisé par Clarence Brown, sorti en 1950.

## Synopsis
Le pilote de course automobile Mike Brannan a la mauvaise réputation d'avoir contribué à la mort d'un pilote lors d'une course. La journaliste Regina Forbes veut lui donner l'opportunité de raconter son histoire dans son journal, mais Mike refuse avec brusquerie. Lorsqu'il provoque un autre accident mortel sur le circuit, Regina écrit un article dévastateur. Pour éviter une mauvaise publicité, les manageurs interdisent Mike de courses. Mike trouve un emploi de cascadeur. Quand il rencontre à nouveau Regina, ils tombent amoureux...

## Fiche technique
- Titre : Pour plaire à sa belle
- Titre original : To Please a Lady
- Réalisation : Clarence Brown
- Scénario : Marge Decker et Barré Lyndon
- Production : Clarence Brown
- Société de production : Metro-Goldwyn-Mayer
- Photographie : Harold Rosson
- Montage : Robert Kern
- Musique : Bronisław Kaper
- Direction artistique : Cedric Gibbons et James Basevi
- Décorateur de plateau : Edwin B. Willis
- Costumes : Helen Rose
- Pays de production : États-Unis
- Format : noir et blanc -  1.37:1 - Son : Mono  (Western Electric Sound System)
- Genre : action, romance
- Durée : 91 min
- Dates de sortie :
  - États-Unis : 13 octobre 1950
  - France : 11 janvier 1952

## Distribution
- Clark Gable : Mike Brannan
- Barbara Stanwyck : Regina Forbes
- Adolphe Menjou : Gregg
- Will Geer : Jack Mackay
- Roland Winters : Dwight Barrington
- William C. McGaw : Joie Chitwood
- Lela Bliss : la secrétaire de Regina
- Emory Parnell : M. Wendall
- Frank Jenks : l'agent de Presse
- Helen Spring : Janie
- Bill Hickman : l'équipier de Mike
- Lew Smith : l'équipier de Mike
- Ted Husing : lui-même
- Richard Simmons (non crédité) : l'annonceur du show radiophonique de Regina
  - Remarque: le pilote d'Indy 500 Henry Banks apparait dans ce film (de même que dans Roar of the Crowd (en) de 1953, deux films se déroulant dans le milieu des courses automobiles).

## Autour du film
Le film a été tourné sur différents circuits automobiles américains :

La dernière scène a été tournée sur l'Indianapolis Motor Speedway pendant la course des 500 miles d'Indianapolis de 1950.
Les « roadsters » dominent la course automobile. Dans le film Mike Brannan conduit une Kurtis Kraft KK2000 « 1948 Don Lee Special ». Les années 1950 sont la période la plus dangereuse du sport automobile. La journaliste Regina Forbes dénonce les accidents en course souvent mortels.